# Іпсіланті
Іпсіланті (грец. `Υψηλάντης) — грецька князівська родина, з якої вийшли відомі діячі грецького національно-визвольного руху проти панування Османської імперії.
Олександр (бл. 1726—13 січня 1807) — господар Валахії (1774—82, 1796—97) і Молдови (1786—88). Був прибічником Російської імперії в її боротьбі з Туреччиною, за що був страчений турецьким урядом.
Костянтин, син Олександра (1760 — 24 червня 1816), — певний час обіймав важливі державні посади в турецькій адміністрації: великого драгомана Османської імперії (1796—99), господаря Дунайських князівств — Молдови (1799—1802), Валахії (1802—06). 1799 сприяв укладанню російсько-турецького договору. 1804—06 допомагав повсталим сербам. 1806 уряд Османської імперії звинуватив його в зраді, він був позбавлений престолу господаря Валахії. Того ж року імператор Олександр I запросив його до Росії. 1807 він разом із сім'єю: дружиною Єлизаветою, дочками Оленою, Катериною, Марією та синами Дмитром, Георгієм, Миколою і Григорієм оселився в  Києві. Його син Олександр прибув до Санкт-Петербурга на рік раніше.
Після переїзду до Києва Костянтин відійшов від активної участі в політичних справах. Головною його турботою стало виховання дітей та влаштування синів на службу. Помер у місті Київ.
Олександр, молодший син Костянтина (12 грудня 1792 — 31 січня 1828). Освіту здобув у Санкт-Петербурзі. Від 1808 перебував на службі в російській армії. Учасник Війни 1812. За мужність та відвагу був нагороджений двома орденами — святого Володимира 4-го ступеня та святої Анни 2-го ступеня, а також золотою шаблею з написом «За хоробрість». 1816 призначений особистим ад'ютантом імператора Олександра I, 1817 отримав чин генерал-майора. Від 1820 — один із керівників грецької таємної організації «Філікі Етерія». В березні 1821 прибув у князівство Молдова з метою підняти балканські народи на повстання проти турецького гніту. 13 червня 1821-го військовий загін, який він створив, був розбитий турками. Перебрався до Австрії, де був заарештований австрійським урядом. Від 1821 до 1827 перебував у Віденській в'язниці. Звільнений завдяки втручанню Росії. Невдовзі помер. Виступ Олександра Іпсіланті став поштовхом до грецького національно-визвольного повстання 1821—29, яке привело до визволення Греції від турецької неволі.
Сини Костянтина — Микола, Георгій та Дмитро — 1815 були прийняті на службу в російську армію. Дмитро (1793 — 16 серпня 1832) — брав активну участь у діяльності «Філікі Етерія». 1821 прибув у Морею (Пелопоннес) для керівництва грецьким національно-визвольним повстанням. 1822 грецькі Національні збори обрали його головою Законодавчого корпусу, 1828 призначений командувачем військ у Східній Греції. У битві при Патрах 24 вересня 1829 року грецькі повстанці під його командуванням здобули перемогу над переважаючими в два рази силами супротивника.